# Bernardita Catalla
Bernardita Leonido Catalla (18 tháng 2 năm 1958 – 2 tháng 4 năm 2020) là một nhà ngoại giao người Philippines, với chức vụ cuối cùng là đại sự của Philippine tại Liban. Trước khi đến Liban, cô cũng từng làm ở Hồng Kông, Indonesia, và Malaysia.

## Thời niên thiếu và giáo dục
Catalla sinh ngày 18 tháng 2 năm 1958 ở Makati, sau là một phần của tỉnh Rizal. Năm 1979, cô tốt nghiệp Đại học Philippines Los Baños với bằng Cử nhân Nghệ thuật trong nghệ thuật giao tiếp. Từ 1987 đến 1993, cô theo học tại Đại học Philippines Diliman cho bằng thạc sĩ trong nghiên cứu giao tiếp, và năm 1991 cô tốt nghiệp với bằng Thạc sĩ Nghệ thuật trong nghiên cứu phát triển tại Viện Nghiên cứu Xã hội Quốc tế tại Đại học Erasmus Rotterdam.

## Sự nghiệp

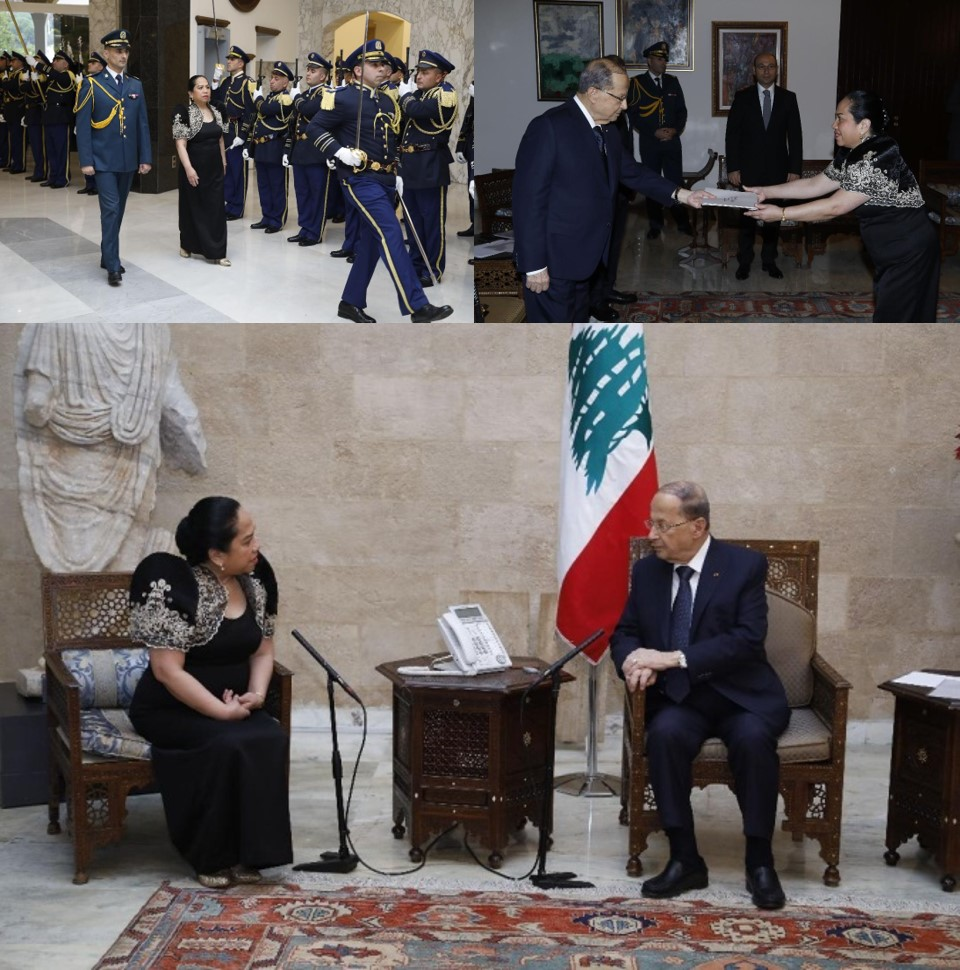
Đại sứ Catalla trao đổi với Tổng thống Liban Michel Aoun ngày 10 tháng 1 năm 2018

Catalla lần đầu tham gia Bộ Ngoại giao Philippine năm 1993. Bà là phụ tá và sau là lãnh đạo của văn phòng ASEAN từ 1994 đến 1995.
Từ 1996 đến 2001, cô được bổ nhiệm vào Đại sứ quán Philippines tại Kuala Lumpur làm Phó lãnh sự rồi sau là Lãnh sự.
Bà được gọi về nước để trở thành Giám đốc Văn phòng Liên Hợp Quốc và Tổ chức Quốc tế từ 2001 đến 2002, và là Giám đốc Hộ chiếu từ 2002 đến 2005.
Bà là lãnh sự tại Đại sứ quán Philippines tại Jakarta từ 2005 đến 2011 và đứng đầu Văn phòng Vụ châu Á và Thái Bình Dương từ năm 2011 đến 2014.
Năm 2014–2017, bà được bổ nhiệm làm lãnh sự Philippine tại Hồng Kông. Trong thời gian sống ở Hồng Kông, bà đi đầu việc sửa đổi hợp đồng để giúp công nhân nước ngoài, bao gồm một lệnh cấm việc lau cửa kính nguy hiểm, mà theo tờ The Sun Hong Kong, là thành quả lớn nhất cho cộng đồng Philippines trong khu vực.
Sau đó, bà được thăng chức làm Đại sứ của Philippines tại Beirut, Liban từ năm 2017 đến khi mất năm 2020. Với tư cách Đại sứ tại Liban, bà thúc đẩy chương trình hồi hương tự nguyện quy mô lớn của OFW tại nước này.

## Đời tư
Tháng 9 năm 2015, cháu trai của Catalla bị giết. According to news reports, she treated him as her own son.

## Mất
Tháng 4 năm 2020, bà qua đời vì COVID-19 tại Beirut, Liban.